# Cheiridium piracanjubae
Espèce
Cheiridium piracanjubae est une espèce de pseudoscorpions de la famille des Cheiridiidae.

## Distribution
Cette espèce est endémique du Goiás au Brésil. Elle vers Piracanjuba.

## Étymologie
Son nom d'espèce lui a été donné en référence au lieu de sa découverte, Piracanjuba.

## Systématique et taxinomie
Cette espèce a été décrite par Bedoya-Roqueme, Silva dos Reis, de Freitas Barroso et Tizo-Pedroso en 2023.

## Publication originale
- Bedoya-Roqueme, Silva dos Reis, de Freitas Barroso & Tizo-Pedroso, 2023 : « A New Species of Cheiridium Menge, 1855 (Pseudoscorpiones: Cheiridiidae: Cheiridiinae) from the Brazilian Cerrado Biome. » Studies on Neotropical Fauna and Environment.